# Hitech Grand Prix
| Hitech Grand Prix        | Hitech Grand Prix     |
| ------------------------ | --------------------- |
| Osnovan                  | 2002.                 |
| Mjesto                   | Silverstone, Engleska |
| Trenutna prvenstva       |                       |
| FIA Formula 2 prvenstvo  |                       |
| FIA Formula 3 prvenstvo  |                       |
| Azijska Formula 3        |                       |
| BRDC Britanska Formula 3 |                       |
| Bivša prvenstva          |                       |
| GP2 Series               |                       |
| Južnoamerička Formula 3  |                       |
| Brazilska Formula 3      |                       |
| FIA Europska Formula 3   |                       |
| W Series                 |                       |

Hitech Grand Prix je britanska momčad koja se natječe u mnogim automobilističkim prvenstvima, a osnovana je 2002. u Silverstoneu.

## Naslovi

### Vozački
| Britanska Formula 3             | Britanska Formula 3 |
| ------------------------------- | ------------------- |
| 2007.                           | Marko Asmer         |
| Južnoamerička Formula 3         |                     |
| 2013.                           | Felipe Guimarães    |
| Azijska Formula 3               |                     |
| 2018.                           | Raoul Hyman         |
| 2019.                           | Ukyo Sasahara       |
| Azijska Formula 3 Winter Series |                     |
| 2019.                           | Rinus VeeKay        |

### Momčadski
| Prvenstvo                       | Sezone        |
| ------------------------------- | ------------- |
| Južnoamerička Formula 3         | 2013.         |
| Azijska Formula 3               | 2018. − 2019. |
| Azijska Formula 3 Winter Series | 2019.         |

## Vanjske poveznice
- HitechGP.co.uk. - Official website